# Лонги (Кјети)
Лонги (итал. Longhi) је насеље у Италији у округу Кјети, региону Абруцо.
Према процени из 2011. у насељу је живело 81 становника. Насеље се налази на надморској висини од 487 м.